# Podhradie (okres Martin)
Podhradie je obec na Slovensku v okrese Martin ležící na úpatí Velké Fatry pod
zříceninou Sučanského hradu.

## Historie
První písemná zmínka o obci pochází z roku 1699.

## Geografie
Obec se nachází v nadmořské výšce 480 metrů a rozkládá se na ploše 16,396 km². K 31. prosinci roku 2017 žilo v obci 667 obyvatel.